# Muzeum Jana Wałacha w Istebnej
Muzeum Jana Wałacha w Istebnej – prywatne muzeum położone w Istebnej, na terenie przysiółka Andziołówka. Poświęcone jest osobie oraz twórczości grafika, malarza i drzeworytnika Jana Wałacha.
Muzeum powstało w 2008 roku i jest prowadzone przez Muzeum i Stowarzyszenie Artysty im. Jana Wałacha. Placówka znajduje się w drewnianym budynku dawnej pracowni, wybudowanej w 1922 roku. Budynek ten położony jest w pobliżu domu rodzinnego Wałachów. Wewnątrz znajduje się ekspozycja, obejmująca sprzęty, sztalugi oraz prace artysty (obrazy oraz grafiki o różnorodnej tematyce), powstałe w latach 1902-1979.
Muzeum czynne jest codzienne od kwietnia do października. Wstęp jest płatny.